# انقراض الديفوني المتأخر
تألف الانقراض الديفوني المتأخر (بالإنجليزية: Late Devonian extinction)‏ من عدة أحداث انقراض في العصر الديفوني المتأخر، والتي تمثل مجتمعة واحدة من أكبر خمسة أحداث انقراض جماعي في تاريخ الحياة على الأرض. يشير المصطلح في المقام الأول إلى الانقراض الرئيسي، حدث الكليفاسر (المعروف أيضًا باسم الانقراض الفرازي-الفامينياني)، والذي حدث منذ حوالي 372 مليون عام، عند الحد الفاصل بين المرحلة الفرازية ومرحلة فامينيان، وهي المرحلة الأخيرة في العصر الديفوني. بشكل عام، انقرض 19% من جميع العائلات و 50% من جميع الأجناس. حدث الانقراض الجماعي الثاني، حدث هانغينبيرغ (المعروف أيضًا باسم انقراض نهاية العصر الديفوني)، قبل 359 مليون سنة، ما وضع نهاية لعصر فامينيان وديفونيان، حيث انتقل العالم إلى العصر الكربوني.
على الرغم من أنه ثبت جيدًا أن هناك خسارة هائلة في التنوع البيولوجي في أواخر العصر الديفوني، إلا أن المدى الزمني لهذا الحدث غير مؤكد، حيث تتراوح التقديرات من 500000 إلى 25 مليون سنة، وتمتد من منتصف جيفيت إلى نهاية فامين. يعتبر البعض أن الانقراض قد يصل إلى سبعة أحداث متميزة، امتدت على مدار 25 مليون سنة، مع انقراضات ملحوظة في نهايات مراحل جيفيتيان وفراسينيان وفامينيان.
بحلول العصر الديفوني المتأخر، كانت الأرض مستعمرة بالنباتات والحشرات. في المحيطات، بنيت الشعاب المرجانية الضخمة بواسطة الشعاب المرجانية والستروماتوبورويدات. بدأت أوياميركا وجندوانا في الالتقاء إلى ما سيصبح بانغيا. يبدو أن الانقراض قد أثر فقط على الحياة البحرية. وتشمل المجموعات المتضررة بشدة عضيات الأرجل، وثلاثيات الفصوص، وكائنات بناء الشعاب المرجانية. هذا الأخير اختفى تماما تقريبا. أسباب هذه الانقراضات غير واضحة. تشمل الفرضيات الرائدة التغيرات في مستوى سطح البحر ونقص الأكسجين في المحيطات، والتي ربما تكون ناجمة عن التبريد العالمي أو البراكين المحيطية. كم اقترح تأثير مذنب أو جسم آخر خارج كوكب الأرض، مثل حدث سيليجان رينغ في السويد. تشير بعض التحليلات الإحصائية إلى أن الانخفاض في التنوع كان بسبب انخفاض الانتواع أكثر من زيادة حالات الانقراض. قد يكون هذا ناتجًا عن غزو الأنواع العالمية، وليس بسبب حدث واحد. تضررت بلاكوديرمز بشدة من حدث الكيلفاسر وتلاشت تمامًا في حدث هانغينبيرغ، لكن معظم الفقاريات الفكية الأخرى كانت أقل تأثرًا. الأغناثية (الأسماك الخالية من الفك) كانت في حالة تدهور قبل فترة طويلة من نهاية الفارسنيان وقضي عليها تقريبًا بسبب الانقراضات.
ترافقت أحداث الانقراض مع انتشار نقص الأكسجين في المحيطات. أي نقص الأكسجين، ومنع التسوس والسماح بالحفاظ على المواد العضوية. هذا، بالإضافة إلى قدرة صخور الشعاب المرجانية المسامية على الاحتفاظ بالنفط، أدى إلى أن تكون الصخور الديفونية مصدرًا مهمًا للنفط، خاصة في الولايات المتحدة الأمريكية.

## أواخر العصر الديفوني
خلال العصر الديفوني المتأخر، ترتبت القارات بشكل مختلف عن اليوم، مع شبه القارة العملاقة، جندوانا، التي تغطي جزءًا كبيرًا من نصف الكرة الجنوبي. احتلت قارة سيبيريا النصف الشمالي من الكرة الأرضية، بينما كانت القارة الاستوائية، لاوروسيا (التي تشكلت عن طريق اصطدام البلطيق مع لاورينتيا)، تنجرف نحو جندوانا، ما أدى إلى إغلاق محيط لابيتوس. كانت جبال كاليدونيان تنمو أيضًا عبر ما يعرف الآن بالمرتفعات الإسكتلندية والدول الاسكندنافية، بينما ارتفعت جبال الأبلاش فوق أمريكا.
كانت الكائنات الحية أيضًا مختلفة جدًا. النباتات، التي كانت على الأرض بأشكال تشبه الطحالب وحشيش الكبد منذ العصر الأوردوفيشي، كانت قد طورت للتو جذورًا وبذورًا وأنظمة نقل مائية سمحت لها بالبقاء بعيدًا عن الأماكن التي كانت رطبة باستمرار - وبالتالي نمت غابات ضخمة في المرتفعات. طورت العديد من الكتل موطنًا شجيرة أو شبيهة بالأشجار من قبل جيفيتيان المتأخر، بما في ذلك السرخس كلادوكسيلالين، والليبيدوسيغيلاريود ليكوبسيدس، والأنيوروفيت ووالأرشيابتيريد بروغيمنوسبيرمس. تعرضت الأسماك أيضًا لإشعاع هائل، وبدأت الأشكال الرباعية الشكل، مثل تيكتاليك من العصر الفراسياني، في تطوير هياكل تشبه الأرجل.